# Fédération internationale de go
Pour les articles homonymes, voir IGF.
La Fédération internationale de go (IGF, pour International Go Federation) est une association à but non lucratif dont l'objet est l'encouragement, la réglementation, la coorganisation, et le développement du jeu de go dans le monde. 
Elle a été créée le 18 mars 1982.

## Historique
Le jeu de go était déjà historiquement bien structuré en Extrême-Orient, berceau du jeu.
Il a fallu attendre le début du XXe siècle pour que le go commence à avoir des pratiquants dans le reste du monde.
En Europe, une structure a été créée lors du premier Congrès, la Fédération européenne de go en 1957.
Dans la zone américaine, les États-Unis et le Brésil étaient des précurseurs.
En 1979, une volonté commune a entrainé l'organisation du Championnat du monde de go avec le soutien de la Nihon Ki-in, principale fédération professionnelle japonaise, et de Japan Airlines.
Cette réunion de l'ensemble des joueurs du monde a permis la création de la Fédération internationale le 18 mars 1982 autour de 29 membres fondateurs dans le but de promouvoir le jeu de go partout dans le monde.

## Fonctionnement
Le conseil d'administration de l'association comprend 12 membres au maximum, au plus 11 membres issus de l'assemblée générale et un membre nommé par le président.
Parmi les au moins 11 membres, la répartition géographique est la suivante :
- 1 membre de Chine
- 1 membre de Corée
- 1 membre du Japon
- 1 membre pour le reste de l'Asie
- 2 membres pour la zone européenne
- 2 membres pour les Amériques
- 1 membre pour l'Océanie

Le président actuel est Kōichirō Matsuura, ancien directeur général de l'UNESCO.
On peut également citer Kobayashi Chizu, joueuse professionnelle japonaise, en tant que directrice de bureau, ainsi que Shigeno Yuki, également joueuse professionnelle japonaise, secrétaire générale.

## Membres affiliés

### Afrique
- Association sud-africaine de go
- Club de go de Madagascar
- Association pour la promotion du Go au Maroc

### Amérique du Nord
- Association canadienne de go
- Association américaine de go

### Amérique Ibérique
Les membres affiliées d'Ibéro-Amérique sont les membres de la Fédération ibéro-américaine de go.

### Asie
- Association du Brunei Darussalam de go
- Association chinoise de weiqi
- Association de baduk de la République Populaire de Corée
- Association de baduk de Corée
- Association de go de Hong Kong
- Association indienne de go amateur
- Fédération indonésienne de go
- Nihon Ki-in
- Club de go de Macao
- Association malaisienne de go
- Association mongole de go
- Association népalaise de go
- Association singapourienne de weiqi
- Association taïwanaise de go
- Association thaïlandaise de go
- Association vietnamienne de go

### Europe et Moyen-Orient
Les membres affiliés au niveau européen et du Moyen-Orient sont les membres de la Fédération européenne de go.

## Océanie
- Association australienne de go
- Société néo-zélandaise de go